# Істочний
Істо́чний (рос. Источный) — селище у складі Первомайського району Оренбурзької області, Росія.

## Населення
Населення — 35 осіб (2010; 140 у 2002).
Національний склад (станом на 2002 рік):
- росіяни — 50 %
- казахи — 41 %